# Hans Friedrich Zipf
Hans Friedrich Zipf (* 16. Februar 1911 in Oberkirch (Baden); † 2. Mai 1969 in Köln) war ein deutscher Arzt und Pharmakologe.

## Leben

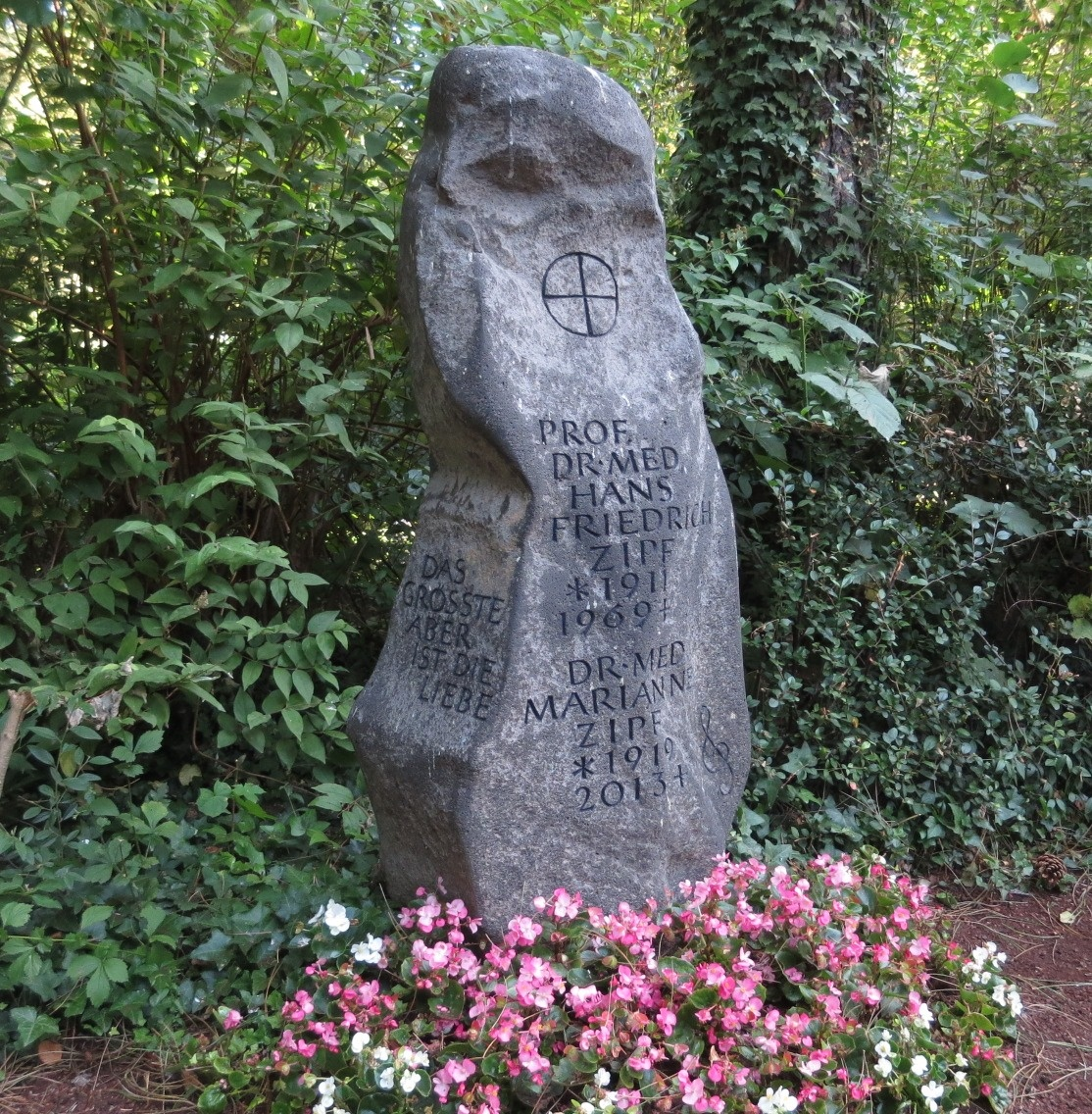
Grabstätte auf dem Kölner Friedhof Junkersdorf

Hans Friedrich Zipfs Eltern waren der aus Schopfheim stammende Uhrmachermeister Karl Eduard Zipf († 1923 in Oberkirch) und dessen Frau Luise geb. Geiger. Ein älterer Bruder, Karl Zipf, wurde ebenfalls Pharmakologe. 
Hans Friedrich Zipf studierte Medizin und wurde 1936 in Heidelberg mit einer Arbeit über Querschnittlähmungen bei Leuchtgasvergiftung zum Dr. med. promoviert. Anschließend arbeitete er in Bonn zunächst am Physiologischen Institut bei Ulrich Ebbecke (1883–1961), dann am Pharmakologischen Institut bei Werner Schulemann. Hier habilitierte er sich 1943 mit einer Arbeit Über den Einfluß der Kohlensäure auf das Wachstum von Bact. coli unter verschiedenen Vegetationsbedingungen für Pharmakologie. 
1955 wurde er auf den Lehrstuhl für Veterinär-Pharmakologie der Freien Universität Berlin berufen, von dort 1959 auf den Lehrstuhl für Pharmakologie der Universität zu Köln, den er bis 1969 innehatte. Sein Nachfolger in Berlin wurde Helmut Kewitz, sein Nachfolger in Köln Wolfgang Klaus (* 1934).
Zipf wurde auf dem Kölner Friedhof Junkersdorf beigesetzt.

## Forschung

### Anfänge
In Bonn beschäftigte sich Zipf, seinem Lehrer Schulemann entsprechend, mit der Parasiten-, vor allem Malariabekämpfung. Später Nachklang war ein 1965er Aufsatz über Penicillin, den er seinem Bruder Karl zum 70. Geburtstag widmete. Zu eigenen Gebieten wurden bald die Kreislauf- und Neuropharmakologie. So prüfte er Derivate des als Antiarrhythmikum versuchten Besenginster-Inhaltsstoffs Spartein.

### Endoanästhesie
Das erste von zwei ihn bis ans Ende seiner Laufbahn begleitenden Themen, mit seiner eigenen Wortprägung „Endoanästhesie“, begann 1950 mit Studien zum Bezold-Jarisch-Reflex, einem Kreislaufreflex, bei dem Substanzen wie die Inhaltsstoffe des Weißen Germers und der Misteln durch Aktivierung von Rezeptoren im Herzen oder in der Lunge Blutdrucksenkung und Bradykardie auslösen. Zipf identifizierte die verantwortlichen Wirkstoffe der Misteln als Viscotoxin, wie man heute weiß keine Einzelsubstanz, sondern eine Gruppe von Polypeptiden. Er untersuchte den Einfluss von Analeptika wie Pentetrazol und Sympathomimetika wie Adrenalin sowie von Anticholinergika wie Atropin auf den Reflex und fasste das Bekannte in einer Übersicht zusammen.
Am meisten faszinierte ihn die kurz zuvor von Fritz Eichholtz und dessen Gruppe in Heidelberg beschriebene Unterdrückung des Reflexes durch Lokalanästhetika. War diese Wirkung vielleicht ein tierexperimentelles Gegenstück zu der damals oft behaupteten Heilwirkung von systemisch, und zwar intravenös verabreichten Lokalanästhetika bei zahlreichen Krankheiten bis zu Lungenembolie und Herzinfarkt? 1953 wies er mit seiner Gruppe nach, dass intravenöse Lokalanästhetika wie Procain die elektrische Erregung der im Nervus vagus vom Herz zum Gehirn ziehenden, afferenten Nervenfasern, die den Reflex vermitteln, unterdrückten. „Die Ausschaltung sensibler Receptoren durch intravenöse Injektionen hat gegenüber der gezielten Lokalanästhesie von Receptoren und Nerven lange im Hintergrund gestanden. Die hier erhobenen Befunde beweisen aber, daß auf intravenösem Wege es gelingt, z. B. die Sensibilität des Herzens zu dämpfen. Man kann in der Tat von einer endoanästhetischen Wirkung auf die sensiblen Herzreceptoren sprechen.“ Besonders Rezeptoren, die durch krankhafte Vorgänge aktiviert wurden, zum Beispiel Schmerzrezeptoren, schienen sich durch Lokalanästhetika blockieren zu lassen. Das Gleiche galt für afferente Nervenfasern aus der Lunge.
In einem Aufsatz in der Deutschen Medizinischen Wochenschrift Die Endoanästhesie, ein pharmakologischer Weg zur Ausschaltung innerer sensibler Rezeptoren diskutierte Zipf die klinischen Folgerungen, etwa die Frage, ob sich durch Endoanästhesie auch „die mitgeteilten Fälle von Dauerheilungen nach einmaligen intravenösen Procaininjektionen erklären lassen, obwohl die Procainwirkung im Experiment recht kurze Dauer besitzt.“ Wenn es ein „zusammenhängendes Rezeptorennetz“ gäbe, spekulierte er, könnten „intravenöse Injektionen von Lokalanästhetika schlagartig an einzelnen oder vielen Stellen dieses Netzes die Impulsentstehung und -leitung blockieren. Sofern, von einem Störherd ausgesendet, Erregungen kreisen, werden sie nun an den endoanästhetisch gedichteten Grenzflächen ausgelöscht.“ Im Einzelnen besprach Zipf die Endoanästhesie in der Herzchirurgie sowie bei Singultus und Oberbauchbeschwerden.
Halten Zipfs Befunde auch einer Überprüfung stand, so ist doch die klinische Deutung ebenso wie die systemische Gabe von Lokalanästhetika heute verlassen. Von den zeitgenössischen deutschsprachigen Lehrbüchern der Pharmakologie enthielt nur das von Fritz Kurt Hauschild das Stichwort „Endoanästhesie“.

### Wirkstoff-Kombinationen
Zipfs zweites großes Thema, „Wirkungen von Wirkstoff-Kombinationen“, wird 1951 mit einer Arbeit aus Bonn Das Raumdiagramm als Hilfsmittel bei der Untersuchung von Arzneikombinationen sichtbar. „Die Anzahl der Arzneikombinationen, die in der ärztlichen Praxis angewendet werden, ist so groß, daß es den Pharmakologen verwundert, wie wenig man die verschiedenen Mischarzneien experimentell überprüft hat. Ihr Mischungsverhältnis kommt meist nur empirisch, nach klinischen Erfahrungen oder gar ‚gefühlsmäßig‘ zustande.“ Zipf ging von Überlegungen des Pharmakologen Siegfried Walter Loewe aus, man solle "Isobolen" bestimmen, Kurven in Nomogrammen, auf denen Arzneistoff-Mischungsverhältnisse gleicher Wirkung liegen. So könne man Unter-Additivität oder Über-Additivität der Wirkungen, Antagonismus oder Synergismus erkennen. In der nächsten Publikation behandelte Zipf Praktische Gesichtspunkte für Kombinationsversuche mit 2 Stoffen und schloss: „Wir glauben, daß die Anwendung der ausgezeichneten graphischen Hilfsmittel und Grundsätze Loewes von großer Bedeutung für die Beurteilung von Arzneikombinationen ist und uns viele unklare Aussagen vermeiden läßt.“ Weitere Untersuchungen, alle aus Köln, schlossen sich an.
Das Thema ist praktisch wichtig zum Beispiel für Schmerzmittel. Zipf schrieb: „In der Überfülle von ‚Mischspezialitäten‘ nehmen die antineuralgischen Mischpräparate einen beherrschenden Platz ein. Als Mischungskomponenten werden meist antipyretische Analgetica, Hypnotica, Coffein, Codein, z. T. auch Spasmolytica verwendet.“ Über Coffein in Schmerzmitteln wird bis heute gestritten. Ein Lehrbuch stellt 2014 fest: „Manche Pharmakologen betrachten den Zusatz von Coffein als sinnvoll, die Wirkung der Analgetika verstärkend, andere lehnen ihn vielleicht etwas zu apodiktisch ab.“ Die Ausstrahlung der Aufsätze Zipfs blieb aber gering. In einer Übersicht aus dem Jahr 2012 über Isobolen werden sie nicht erwähnt. Die Verfahren sind schlecht praktikabel und liefern keine eindeutige Aussage zur Unter- oder Über-Additivität.